# Eupterote contaminata
Eupterote contaminata är en fjärilsart som beskrevs av Moore 1884?. Eupterote contaminata ingår i släktet Eupterote och familjen Eupterotidae. Inga underarter finns listade i Catalogue of Life.